# Hakkipikki
Hakkipikki, pleme indoarijske jezične skupine, naseljeno u indijskim državama Tamil Nadu, Andhra Pradesh, Pondicherry, Karnataka i Maharashtra. Broj pripadnika ovog plemena iznosi oko 12,000, od čega 9.300 (2007) govori jezikom vaagri booli. Sami sebe nazivaju Vagri, a u lokalnim nazivima poznati su kao  'lovci na ptice' .
Hakkipikki su podijeljeni na čettiri imenovana klana: Gujratia, Kaliwala, Mewara i Panwara. Svaki od ovih klanova ima svoja vlastita božanstva, a brak između obožavatelja istog božanstva strogo je zabranjen. Među brojnim božanstvima gorljivi su sljedbenici božice Chamundeshwari